# Welterbe in Togo

Zum Welterbe in Togo gehört (Stand 2018) eine UNESCO-Welterbestätte des Weltkulturerbes. Togo ist der Welterbekonvention 1998 beigetreten, die bislang einzige Welterbestätte wurde 2004 in die Welterbeliste aufgenommen.

## Welterbestätten
Die folgende Tabelle listet die UNESCO-Welterbestätten in Togo in chronologischer Reihenfolge nach dem Jahr ihrer Aufnahme in die Welterbeliste (K – Kulturerbe, N – Naturerbe, K/N – gemischt, (G) – auf der Liste des gefährdeten Welterbes).
| Bild             | Bezeichnung                               | Jahr | Typ | Ref. | Beschreibung |
| ---------------- | ----------------------------------------- | ---- | --- | ---- | --- |
| (weitere Bilder) | Koutammakou – Land der Batammariba (Lage) | 2004 | K   | 1140 | Die Landschaft Koutammakou wird von den Batammariba bewohnt. Die Häuser sind aus Lehm gebaut und oft zweigeschossig. |

## Tentativliste
In der Tentativliste sind die Stätten eingetragen, die für eine Nominierung zur Aufnahme in die Welterbeliste vorgesehen sind.

### Aktuelle Welterbekandidaten
Mit Stand 2022 sind vier Stätten in der Tentativliste von Togo eingetragen, die letzte Eintragung erfolgte 2021.
Die folgende Tabelle listet die Stätten in chronologischer Reihenfolge nach dem Jahr ihrer Aufnahme in die Tentativliste.
| Bild                                                         | Bezeichnung                                                  | Jahr | Typ | Ref. | Beschreibung |
| ------------------------------------------------------------ | ------------------------------------------------------------ | ---- | --- | ---- | --- |
| Häuptlingshaus in Aného                                      | Agglomeration Aného Glidji (Lage)                            | 2021 | K   | 6601 | umfasst die Stadt Aného, den Küstenstreifen zwischen Meer und Lagune, den deutschen Verwaltungssitz Zébé und den heiligen Ort Glidji. Stand bereits seit 2000 auf der Tentativliste. |
| Getreidespeicher in den Höhlen Nok, Mamprug, Kouba und Bagou | Getreidespeicher in den Höhlen Nok, Mamprug, Kouba und Bagou | 2021 | K   | 6602 | Nok und Mamprug standen bereits seit 2000 auf der Tentativliste |
|                                                              | Antike Stätten der Eisen-Metallurgie in Bassar               | 2021 | K   | 6603 | Bandjeli und Nagbani standen bereits 1987 auf der Tentativliste. Weitere Vorschläge sind: Tabale, Biakpabé, Binaparba, Kabou, Bitchabé und Nachamba.                                 |
| Nationalpark Fazao-Malfakassa                                | Nationalpark Fazao-Malfakassa (Lage)                         | 2021 | N   | 6604 | größter Nationalpark Togos, stand bereits seit 2000 als Kultur/Naturstätte auf der Tentativliste                                                                                     |

### Ehemalige Welterbekandidaten
Diese Stätten standen früher auf der Tentativliste, wurden jedoch wieder zurückgezogen oder von der UNESCO abgelehnt.
Stätten, die in anderen Einträgen auf der Tentativliste enthalten oder Bestandteile von Welterbestätten sind, werden hier nicht berücksichtigt.
| Bild                | Bezeichnung                                          | Jahr      | Typ | Ref. | Beschreibung |
| ------------------- | ---------------------------------------------------- | --------- | --- | ---- | --- |
|                     | Mauer von Notsé                                      | 1987–1987 | K   |      | Reste der Stadtmauern der Stadt Notsé, der Hauptstadt der Ethnie der Ewe, in der Region Plateaux. |
| Gouverneurspalast   | Gouverneurspalast                                    | 2002–2021 | K   | 1613 | Der Palast in der Altstadt von Lomé wurde in der deutschen Kolonialzeit erbaut |
|                     | Woold Homé                                           | 2002–2021 | K   | 1614 | Haus eines britischen Sklavenhändlers in Agbodrafo |
| Wildreservat Alédjo | Wildreservat Alédjo                                  | 2002–2021 | K/N | 1616 | |
| Nationalpark Kéran  | Nationalpark Kéran und Oti-Mandouri-Wildtierreservat | 2002–2021 | N   | 1617 | Der Nationalpark Kéran (Lage) enthält Baumsavannen, Trockenwälder, Galeriewälder, spärlich bewachsene Ebenen mit felsigem Untergrund und Überflutungsgebiete. Das Oti-Mandouri-Wildtierreservat (Lage) umfasst Savanne und saisonal überflutetes Grasland beiderseits des Flusses Oti. |